# Myotis levis
Myotis levis é uma espécie de morcego da família Vespertilionidae. Pode ser encontrada no Brasil, Uruguai e Argentina.